# Мисирка
Мисирка, морка, моркача или бисерка (лат. Numida meleagris) је најпознатија међу моркама, птицама породице Numididae и једини је члан рода Нумида. Њено природно станиште је Африка, углавном јужно од Сахаре, а насељена је и одомаћена у западној Индији, Бразилу, Аустралији, и на Карибима. Нашироко се гаји као домаћа животиња, а унесена је у Европу још у антици.

## Доместификација
Бисерка је монофилетска врста, пошто се њена одомаћена форма која се може видети у нашим селима генетски готово ништа не разликује од Афричких јединки. Римљани су познавали морку, а вероватно је до њих доспела посредством Грка или Египћана пре 1. века н. е.
У средњу Европу моркача је стигла сигурно пре 13. века, гајила се пре свега у манастирима и феудалним парковима као украсна живина. У сеоска имања доспела је у 19. веку, највише у Панонској низији. На пример, почетком 20. века Мађарска је представљала центар Европског одгоја морке. Месо јој се извозило и било третирано равно месу пернате дивљачи. Код нас у Војводини, заједно са њеним продорним гласом, и данас је незаобилазни елемент салаша.